# Боб Рос
Роберт Норман "Боб" Рос (енгл. Robert Norman "Bob" Ross; 29. октобар 1942 - 4. јул 1995) је био амерички сликар, инструктор уметности и телевизијски водитељ. Био је најпознатији као стваралац и водитељ "Ужитка сликања", инструкцијски телевизијски програм који је био приказиван од 1983 до 1994 на ПБС-у у Америци, као и у Канади, Мексику и Европи.

## Биографија

### Младост
Рос је рођен у Дејтона Бичу, Флорида, а одрастао је y Орланду, Флорида. Имао је полу брата, Џима, о коме је причао током своје емисије. Док је радио као столар са својим оцем, Рос је изгубио део свог левог кажипрста, али то није утицало на начин на који је држао палету док је сликао.

### Приватни живот
Рос је имао сина, Стивена, са својом првом женом, Вивијен Риџ. Стивен се повремено појављивао у "Ужитку Сликања" и постао инструктор. Задња епизода прве сезоне је била типа питања и одговора у којој је Стивен читао неколико генералних питања послатих од стране гледалаца током сезоне, а Боб их је одговарао једно по једно, техника по технику, док није завршио целу слику.
Боб и Вивијен су брак окончали разводом 1981. године. Боб и његова друга жена, Џејн, су имали сина Моргана, који је такође успешан сликар. 1993. године, Џејн је умрла од рака, Боб Рос се поново оженио трећи пут, два месеца пред смрт 1995 са Линдом Браун.

### Војничка каријера
Рос се уписао у Америчко ратно ваздухопловство са 18 година и служио као медицински техничар. Временом је стигао до ранга главног официра и служио као први официр Америчког ратног ваздухопловства у ваздухопловној бази Ајелсон на Аљасци, где је први пут видео снег и планине које су касније постале понављајућа тема у његовом сликању. Развио је технику брзог сликања како би стварао слике за продају током кратких дневних пауза. Имајући војничке позиције које су од њега захтевале да буде, својим речима, "злобан" и "издржљив", "особа која те тера да рибаш клозет, особа која те тера да намешташ свој кревет, особа која виче на тебе ако касниш на послу", Рос је одлучио да ако икада напусти војску, никада више не би викао.

### Болест и смрт
Росу је откривен лимфом ране 1990. године, што је најзад приморало његову оставку након последње епизоде "Ужитка Сликања" 17. маја 1994. године. Преминуо је у својој 52. години 4. јула 1995. Његови остаци су закопани у Вудлон Меморијал парку у Готи, Флорида.

## Каријера као сликар
Док је живео на Аљасци, Рос је део времена радио као бармен када је открио ТВ емисију звану "Магија Уљаног Сликања", вођену од стране немачког сликара Била Александера. Рос је учио са Александером и након тога открио да је могао да заради више од продавања својих радова него од своје позиције у ратном ваздухопловству. Рос је дао оставку у ратном ваздухопловству након 20 година служења, имајући ранг главног официра, и постао светски познат по стварању и вођењу ТВ програма "Ужитак сликања".
Пре него што је емисија почела са емитовањем, Рос је покушао да промовише његову технику сликања али није наишао на велико интересовање. Такође је морао и да нађе начине да штеди, тако да је трајно ондулирао своју косу како би уштедео на шишању. Трајна фризура није била удобна за Роса, али је постала иконска особина његовог имиџа и бренда.
Емисија је први пут почела да се приказује 11. јануара 1983 све до 17. маја 1994. године, али репризе се и даље емитују у многим областима и државама, укључујући и ПБС оријентисану мрежу "Криејт". Током сваког получасовног сегмента, Рос би показивао гледаоцима уљано сликање користећи брзо-учећу технику за коју је била потребна одређена палета боја и раставио је процес на просте кораке. Критичар уметности Мира Скор га је упоредила са Фредом Роџерсом, водитеља "Господин Роџерсовог комшилука", напомињајући да Росов лаган глас и спор темпо његовог говора звуче слично.
Рос је касније пронашао успех у стварању бизниса од 15 милиона долара стварајући његова сопствена средства за сликање као и инструкцијске књиге, и такође нудио часове сликања држане од стране инструктора ученим "Боб Росовим методом". Током интервјуа 1990. године, Рос је напоменуо да су све његове слике дониране ПБС станицама. Његова зарада је произилазила из продаје његових 20 књига и 100 видео снимака, као и из профита неких наставника, које је сам Боб Рос тренирао, и од неких уметничких материјала.
Рос је такође снимао и дивљи живот, веверице посебно, углавном из његове баште. Мале животиње су се често појављивале у "Ужитку Сликања", чак и током неких тежих радова, јер је често водио рачуна о повређеним или напуштеним веверицама и другим дивљим животињама.

### Техника
Рос је користио "мокро на мокро" уљану технику сликања, у којој сликар наставља да додаје боју преко већ влажних боја радије него да чека неко време да се сваки слој боје осуши. Од почетка, емисија је користила најпростије алатке и боје како гледаоци не би морали да превише инвестирају у скупу опрему. Рос је често препоручивао безмирисни разређивач боја за чишћење четкица. Комбинујући метод мокрог сликања и коришћења великих четкица од 1 и 2 инча, као и ножева за сликање, омогућавало је Росу да слика дрвеће, облаке, планине и воду у пар секунди. Свака слика би започела од простих замаха који нису личили на ништа више од мрља. Додававши све више и више замаха, мрље би се претварале у запетљане пејзаже.

### Утицаји
Рос је посветио прву епизоду друге сезоне "Ужитка сликања" Билу Александеру, истакнувши: "пре много година, Бил ме је научио ову фантастичну мокро на мокро технику, и ја се осећам као да ми је дао драгоцен поклон, и ја бих волео да поделим тај поклон са тобом [гледалац]."
Рос је напоменуо да су на пејзаже које је сликао, углавном планине, језера, снег и дрвене кабине, јако утицале године његовог живота на Аљасци, где је становао током своје каријере ратног ваздухопловства. Он је непрестано изјављивао током емисије његово веровање да свако има наследни уметнички таленат и да би свако могао да постане остварени уметник уз време, вежбу и охрабрење и уз то је често волео да каже "Ми не правимо грешке, већ срећне незгоде." 2014. године један блог је спровео статистичку анализу свих епизода где је Рос сликао уживо, закључивши да 91% Росових слика садрже бар једно дрво, 44% садрже облаке, 39% садрже планине и 34% садрже планинска језера. На основу његове претпоставке, Рос је насликао више од 30 000 слика током свог живота.

### Стил
Рос је био познат по својим изречицама које је користио током сликања као што су "срећно мало дрвеће". У већини епизода "Ужитка сликања", Рос би напомињао да је његов омиљен део сликања чишћење четкица. Прецизније, била му је драга метода сушења четкице коју би претходно умочио у безмирисни разређивач. Он је такође користио палету која је претходно била ишмирглана, што је било неопходно како би се избегли одсјаји јаког студијског осветљења. Рос је био познат по томе што би на крају сваке епизоде рекао: "Од свих нас овде, пожелео бих свима срећно сликање, и Бог вас благословио."